# Hertel (schlesisches Adelsgeschlecht)

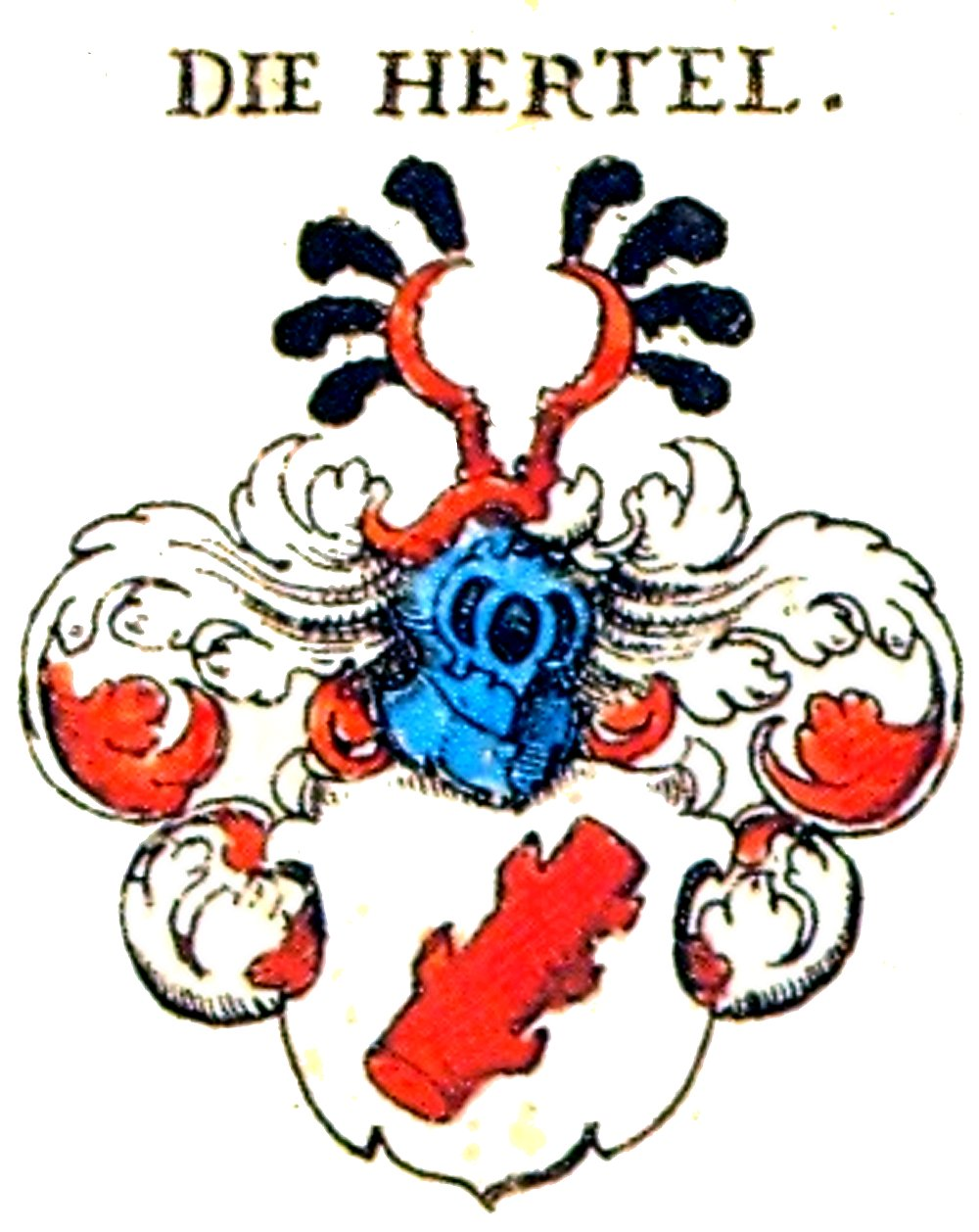
Wappen derer von Hertel in Siebmachers Wappenbuch

Hertel war der Name eines schlesischen Rittergeschlechts, das im Mannesstamm erloschen ist. 
Es ist zu unterscheiden von weiteren Adelsgeschlechtern dieses Namens, darunter den von Hertell. Eine Verwandtschaft zur gleichnamigen bei Magdeburg begüterten Sippe von Hertel wird vermutet. 

## Geschichte
Das Geschlecht erscheint erstmals mit dem Domherren und Stiftskanzler von Breslau Johann Hertel von Machwitz († 18. April 1559). Das Epitaph der Margaretha von Hertel († 15. März 1587), Frau des Hans von Niesemeuschel von der Gabel, befindet sich in der St.-Petri-Pfarrkirche in Trebnitz (seit 1945 polnisch Trzebnica). Anfang des 17. Jahrhunderts diente Heinrich von Hertel als Kaiserlicher Oberst und Elias von Hertel († 8. Februar 1621) als Kaiserlicher Kammerrat, dem das Gut Klein-Schottgau bei Breslau gehörte. Zur gleichen Zeit war Joachim von Hertel Abgeordneter des Weichbildes Namslau. 1627 besaß das Geschlecht die Güter Wilhelmsdorf im Weichbild Goldberg und 1650 Reesewitz im Herzogtum Oels.

## Sonstiges
Aus dem schlesischen briefadligen Geschlecht Hertel von Schaplow stammte der kaiserliche Oberamtsrat Carl Gregor von Hertel und Schaplow, der 1721 in den böhmischen Ritterstand erhoben wurde. Es bestand keine Verwandtschaft zu den schlesischen von Hertel und von Schaplau aus der Niederlausitz. 

## Wappen
Blasonierung: In Silber ein schräglinks liegender, oben und unten abgehauener, viermal geästeter, roter Baumstamm. Auf dem Helm zwei gegeneinander stehende eiserne Sicheln mit weißen Griffen, am äußernden Rand der Sicheln beidseitig mit vier schwarzen Straußenfedern verziert. Die Helmdecken sind rot-silbern. Es besteht eine Wappenverwandtschaft zu den schlesischen von Hocke.

## Persönlichkeiten
- Elias von Hertel († 1621), schlesischer Kammerrat
- Heinrich von Hertel, 1617 und 1629 kaiserlicher Kriegsoberst
- Joachim von Hertel, 1620 Abgeordneter des Weichbildes Namslau
- Johann von Hertel († 1559), Domherr und Stiftskanzler zu Breslau